# Guantelete del Infinito
Guantelete del Infinito (en inglés, The Infinity Gauntlet) es una serie de cómics de 6 números publicada entre julio y diciembre de 1991 por la editorial estadounidense Marvel Comics. La escribió Jim Starlin y la dibujaron George Pérez y Ron Lim.
La serie original contó con dos secuelas: Guerra del Infinito en 1992 y Cruzada del Infinito en 1995. Al igual que Infinity Gauntlet, la primera de ellas contó con seis números, y la segunda con once números publicados de junio a noviembre en sus respectivos años. En estas series se encuentran involucrados más personajes que en la primera serie.

## Argumento y trama
Thanos se ha adueñado de las Gemas del Infinito (que recolectó en la serie limitada Thanos Quest) y las ha colocado en su guante izquierdo para formar el Guantelete del Infinito. Cada una de las gemas le otorga control total de cada uno de los aspectos fundamentales del multiverso: Tiempo, Espacio, Mente, Alma, Realidad y Poder. Mephisto se percata de ello y decide ofrecerle su completa lealtad y convertirse en el primer acólito del nuevo Todopoderoso. Mientras tanto en la Tierra, un malherido Silver Surfer llega de manera sorpresiva al hogar del Doctor Strange para advertirle que la Muerte ha regresado del reino de los muertos a Thanos para encomendarle la misión de destruir la mitad de la población consciente del universo y que este ahora posee las Gemas del Infinito, convirtiéndolo en el ser más poderoso del universo. Además Silver Surfer continúa relatando que él y Drax el Destructor se enfrentaron a Thanos, pero este los derrotó fácilmente y utilizó la Gema del Alma para robar su esencia espiritual. Ambos despertaron en el mundo metafísico de la Gema del Alma y conocieron a un enigmático hombre llamado Adam Warlock que uso un encantamiento para regresar a Silver Surfer y a Drax a sus cuerpos y, extrañamente, justo después Mephisto informó de manera sospechosa a Silver Surfer de que debían fortificar el universo para contrarrestar cualquier ataque del titán.
Al otro lado de la galaxia, Thanos se transporta junto con Mephisto al reino de la Muerte y trata de ganar los afectos de esta, sin embargo La Muerte lo rechaza y en su locura por complacerla, le construye un gigantesco monumento flotante en medio del espacio, pero ella lo continúa rechazando. Mephisto comienza a manipularlo y le hace creer a Thanos que este necesita darle una prueba de su depravación, para lo cual hace aparecer a su nieta Nébula a la cual convierte en una especie de zombi, con miembros torcidos, carne quemada y agrietada, y casi descerebrada, pero la Muerte encuentra esto como una presunción vacía y de mal gusto. Por lo tanto, Mephisto le sugiere a Thanos que para ganar el corazón de su amada, debería realizar la tarea que se le asignó al regresar de la muerte.
Millones de seres por todo el universo son borrados de la existencia, esta gran desaparición provoca grandes consecuencias como una guerra entre los Kree y los Skrull, y en la Tierra, los superhéroes se movilizan para averiguar lo que sucedió.
El Dr. Strange, que fue avisado por Silver Surfer del ataque de Thanos, reúne a los pocos superhéroes que quedan para un ataque planeado por Adam Warlock, mientras que este y Silver Surfer asisten a una reunión de entidades cósmicas, en donde el Tribunal Viviente se niega a participar.
Ya en el Templo de la Muerte, los superhéroes atacan al titán para conseguir el guantelete. Pero este es muy poderoso, más Mephisto, que le engaña, y le dice que si se vuelve vencible asombraría a la Muerte, ya que también es una mujer.
El ataque empieza y va matando a los héroes uno por uno, pero algunos le logran hacer frente y hasta le plantan una dura batalla seres como Thor. En este lapso de tiempo, Adam y Silver Surfer se mantienen al margen.
Pero todo es una trampa preparada por Adam Warlock para intentar quitarle el guantelete. Cuando Silver Surfer falla, el Dr. Strange decide traerles de vuelta a su casa.
Cuando creía que había ganado, el titán tiene que luchar contra las entidades cósmicas, pero estas van cayendo de poco en poco. Hasta que Mephisto le traiciona, al igual que la Muerte. Thanos se enfada y arrasa todo, hasta que vence a todas la entidades.
Entonces aparece Eternidad para luchar por el control del universo, pero el ser pierde y Thanos se sale de su cuerpo para aparecer como Eternidad, fundido con el universo. Pero Nébula, la nieta de Thanos que este había resucitado en forma de cadáver para divertirse, agarra el guantelete y se transforma en la dueña del universo. Más tarde, hace que todo vuelva a como estaba hace unos días.
Esto hace que las entidades cósmicas están libres de nuevo y van a luchar contra Nébula, pero vuelven a perder. Sin que se den cuenta, Thanos es llevado a la casa del Dr. Strange para planear un desesperado ataque con los pocos héroes supervivientes que Thanos dejó.
Estos van a atacar a Nébula, pero son apresados. Tras esto, los otros cuatro (Thanos, Surfer, Strange y Adam) aparecen para atacar por última vez. Tienen éxito ya que Nébula no puede ver ni sentir a Warlock, con lo que éste le roba el guantelete. Al verse librados de la presa, todos intentan recoger el guantelete, pero lo coge Adam.
A partir de ese momento, Adam Warlock es el amo del Guantelete y sus Gemas, convenciendo a los demás de que no va a hacer nada malo con ello.

## Guantelete del Infinito
El guantelete infinito está constituido por seis gemas llamadas la gemas del infinito las cuales son : poder, tiempo, alma, realidad, mente, y espacio. La Muerte, al ver que en el Universo había más personas vivas de las que ella retenía, decidió llamar a un campeón para que matara a la mitad del universo, y encontró a este llamado Thanos. Resucitándolo, le dio la misión de matar a la mitad de la población universal. Para esto, Thanos buscó unos objetos más poderosos que el Cubo Cósmico y casualmente encontró un pergamino en el que describían las Gemas del Infinito y su enorme poder, un secreto guardado por los Primigenios del Universo. Empezó a buscar las gemas y se las quitó al Intermediario, al Campeón del Universo, al Jardinero, al Corredor, al Coleccionista y al Gran Maestro. Con las mismas formó el Guantelete del Infinito, un artefacto que le permitiría reunir y contener las gemas y controlar el poder de todas y cada una de ellas a voluntad, y consiguió un dominio absoluto y universal sobre todos los aspectos del tiempo, la mente, el espacio, el poder, el alma y la realidad, convirtiéndose así en el ser más poderoso del Universo.

## Personajes

### Superhéroes
Superhéroes que atacaron a Thanos:
- Hulk
- Thor
- Drax el Destructor
- Pip el Troll
- Iron Man
- Capitán América
- Nova
- Fire Lord
- Spider-Man
- Cyclops
- Wolverine
- Capa
- Dr. Doom
- Visión
- Bruja Escarlata
- Namor
- She-Hulk
- Quasar
- Dr. Strange
- Silver Surfer
- Adam Warlock

### Otros Personajes
| Superhéroes que no participaron en la batalla pero aparecen en el cómic - Nick Fury - Valentina Allegra de Fontaine - Black Widow - Henry Pym - Moon Knight - Wong - Wonder Man - Mary Jane Watson - Antorcha Humana (Androide) - Odín - Namorita - Starfox | Los siguientes personajes solo se muestran en las pantallas del cuartel de los Avengers - X-Men (Psylocke, Nightcrawler, Júbilo, Coloso, Kitty Pride). - Vengadores - Caballero Negro - Pájaro Burlón - Monica Rambeau - Arenero - Rage - Inhumanos (Black Bolt, Gorgon, Medusa, Karnak). - Punisher - Darkhawk - Ghost Rider |

### Entidades cósmicas
Entidades que atacan a Thanos:
- Galactus
- Extraño
- Kronos
- Amo del Orden
- Lord Caos
- Dos Celestiales
- Señora Amor
- Amo del Odio
- Eternidad
- Mephisto
- Muerte

### Superhéroes desaparecidos
- Arcángel
- Marvel Girl
- Iceman
- Beast
- Gata Negra
- Black Panther
- Dagger
- Quicksilver
- Daredevil
- Alpha Flight
- Firestar
- Hércules
- Ojo de Halcón
- Sersi
- Los 4 Fantásticos
- Luke Cage
- Night Thrasher
- Avispa

### Thanos
Bando del titán:
- Thanos
- Terraxia, una compañera sentimental que se creó para dar celos a la Muerte.

## Apariciones en otros medios

### Televisión
- El Guantelete del Infinito aparece en la segunda temporada de The Super Hero Squad Show, obtenida por Thanos con las Gemas y luego Silver Surfer, al convertirse en Dark Surfer.
- El Guantelete del Infinito aparece en la segunda temporada de Avengers Assemble, obtenida por Thanos al obtener las Gemas, luego de que Ultron la obtuviera y la drenara con las Gemas para él mismo.

### Cine
- En la película Thor, durante el primer asalto de los Gigantes de Hielo en Asgard, al momento en que el Destructor los vaporiza se puede apreciar en la bóveda de Odín al Guantelete del Infinito.
- En Thor: The Dark World, una escena poscréditos muestra a Volstagg y Sif trayendo el Éter al Coleccionista. El Coleccionista dice "1 lista, faltan 5", haciendo alusión a la colección de las Gemas del Infinito.[1] En una entrevista con CraveOnline, Kevin Feige ha afirmado que el Teseracto es una Gema del Infinito[2] y que se presentará una tercera Gema en Guardianes de la Galaxia,[3] más tarde revelada en junio de 2014 como la Gema-Poder.[4]
- En Avengers: Age of Ultron, en la escena media de créditos, se ve el Guantelete del Infinito que es tomado por Thanos. Sin embargo, este no contiene ninguna gema y es de la mano izquierda, mientras que el ya visto en Thor era de la mano derecha y contaba con todas las gemas. El presidente de Marvel, Kevin Feige ha afirmado que se tratan de guanteletes diferentes.
- En Thor: Ragnarok, en la escena en la que Hela irrumpe en la sala de trofeos de Odín se puede ver como ella tira al suelo el guantelete del infinito declarando que es falso y haciendo alusión al que fue visto durante la escena poscréditos de Avengers: Age of Ultron es de hecho el verdadero y Thanos ahora lo posee en su mano.
- En Avengers: Infinity War, es el eje principal de la historia. Thanos lo completa con todas la gemas con la intención de matar a la mitad del universo.[5]
- En Avengers: Endgame, el Guantelete vuelve a aparecer en posesión de Thanos en un planeta conocido como El Jardín, solo que esta vez el Guantelete ya no poseía las Gemas del Infinito, debido a que Thanos las destruyó para evitar que alguien pudiera revertir el efecto del chasquido. A lo largo de la película los Vengadores optan por viajar en el tiempo por medio del Reino Cuántico, para recuperar las Gemas en distintas épocas del tiempo y así revertir los efectos del chasquido que ocasionó Thanos, cuando logran conseguirlas, Stark diseña su propia versión del Guantelete, basándose en el diseño original de Thanos y con esto logran revertir el daño que ocasionó Thanos.

## Parodias
- Un dispositivo similar, el "Guantelete de la Realidad", aparece en la serie de Nickelodeon, en el episodio de Danny Phantom "Reality Trip" y parece también ser potenciado por gemas, que pueden controlar la realidad misma.
- En el episodio de la cuarta temporada de Laboratorio Submarino 2021 "Neptunati" se puede apreciar el "Tridente de Infinito", un tridente con gemas de colores y coloreado en el estilo característico del guantelete.